# Cybersocket Web Awards
Cybersocket Web Awards (Premios Web CyberSocket) es el nombre de la entrega de premios internacional originado en los Estados Unidos, para los sitios LGBT, y están asociados con la industria de entretenimientos para adultos reconocidos mayormente la pornografía. Además, es uno de los actos donde se ve escenas sexuales entre géneros masculinos y femeninos, pero mayormente se ve la bisexualidad, etcétera. La primera entrega se inauguró en el año 2000, aunque se estableció en 1997 para publicar un directorio LGTB , Los dos fundadores, Morgan Sommer y Tim Lutz, fueron galardonados con el Salón de la Fama de los Premios AVN en 2010.

## Ganadores Notables

### Best Personality (Mejor personalidad)

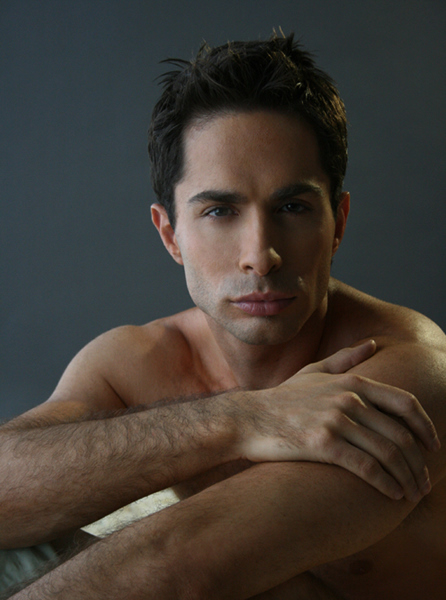
Michael Lucas, actor, director y productor Porno Gay.

The trophy for Best Personality has been given out since 2008.
- 2016 Colby Keller
- 2015 Sister Roma
- 2014 Steve Peña
- 2013 Austin Wilde
- 2012 Chi Chi LaRue
- 2011 Chi Chi LaRue
- 2010 Wolf Hudson
- 2009 Cody Cummings
- 2008 Michael Lucas

### Best Porn Star (Mejor Actor Porno)

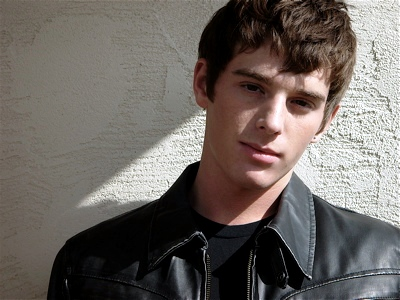
Brent Corrigan.

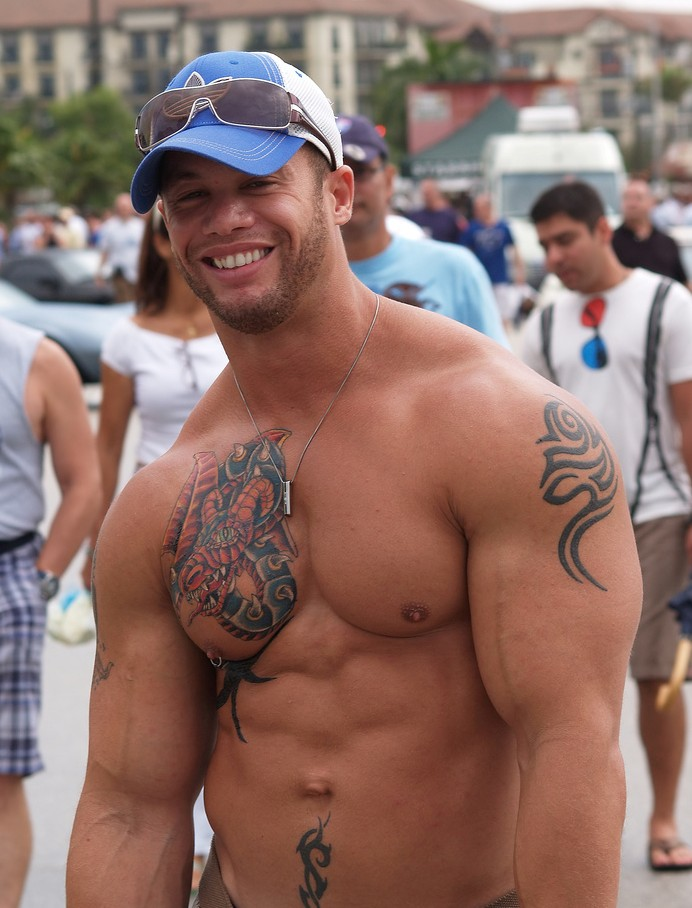
Matthew Rush.

- 2016 Antonio Biaggi
- 2015 Jimmy Durano
- 2014 Johnny Rapid
- 2013 Dean Monroe
- 2012 Brent Everett
- 2011 Steve Cruz
- 2010 Reese Rideout
- 2009 Colin O'Neal
- 2008 Brent Corrigan
- 2007 Pierre Fitch
- 2006 Zeb Atlas
- 2005 Michael Brandon
- 2004 Michael Brandon
- 2003 Matthew Rush
- 2002 Jeff Palmer
- 2001 Ken Ryker

### Best New Porn Star ( Mejor Actor Porno Nuevo)
- 2016 Sebastian Kross
- 2015 Tayte Hanson
- 2014 Levi Karter
- 2013 Derek Parker
- 2012 Anthony Romero